# 9512 Фейцзюнлун
9512 Фейцзюнлун (9512 Feijunlong) — астероїд головного поясу, відкритий 13 лютого 1966 року.
Тіссеранів параметр щодо Юпітера — 3,343.